# دیوید فارگوت
دیوید فارگوت (انگلیسی: David Farragut؛ ۵ ژوئیهٔ ۱۸۰۱ – ۱۴ اوت ۱۸۷۰) دریابد اهل ایالات متحده آمریکا در دوران جنگ داخلی آمریکا بود.
دریابُد دیوید فارگوت، فرزندخواندهٔ کاپیتان دیوید پورتر، افسر برجستهٔ نیروی دریایی ایالات متحده آمریکا و برادرخواندهٔ دریاُبد دیوید دیکسون پورتر بود.